# Gerhard Clages
Gerhard Clages (26. června 1902 Braunschweig – 15. října 1944 Budapešť) byl německý námořník a příslušník nacistické Schutzstaffel (SS).

## Životopis
Své školní vzdělávání ukončil základní školou. Následně se roku 1918 dobrovolně přihlásil do pomocné služby a byl nasazen na území Švédska. Během října toho roku vstoupil coby dobrovolník do válečného loďstva a v jeho řadách sloužil až do roku 1920. Od roku 1921 působil čtyři roky (až do 1925) na pozici obchodního zástupce braunschweigské automobilové firmy. Během roku 1922 vstoupil do Národně socialistické německé dělnické strany (NSDAP) a o rok později též do Sturmabteilung (SA). Po ukončení zaměstnání v automobilce získal novou práci na parníku společnosti Hamburg-Amerika-Linie. Plavil se po mořích i oceánech a dostal se tak do Severní i Jižní Ameriky, východní Asie a též do Pacifiku. Počínaje rokem 1931 sice svou práci námořníka ztratil, ale našel si zaměstnání nové, a sice u pomocné policie (Hilfspolizei). Díky doporučení svého nadřízeného se o tři roky později (1934) stal členem SS v hodnosti Untersturmführer. Roku 1938 ovšem porušil nařízení SS, když se bez svolení Heinricha Himmlera oženil. Svolení ke sňatku od Himmlera sice posléze dostal, ale za tento prohřešek mu udělil důtku.
V roce 1939 se stal velitelem gestapa v Pardubicích. K 1. září 1940 byl povýšen do hodnosti Obersturmführera. V červnu roku 1942 organizoval vypálení obce Ležáky (24. června 1942). Dne 1. září téhož roku získal hodnost Hauptsturmführera. Další kariérní postup měl přijít 9. listopadu 1944. Protože však padl v bojích v Budapešti, získal jej in memoriam ke dni svého úmrtí.